# Leioproctus stewarti
Leioproctus stewarti là một loài Hymenoptera trong họ Colletidae. Loài này được Rayment mô tả khoa học năm 1947.